# 포스트 하드코어

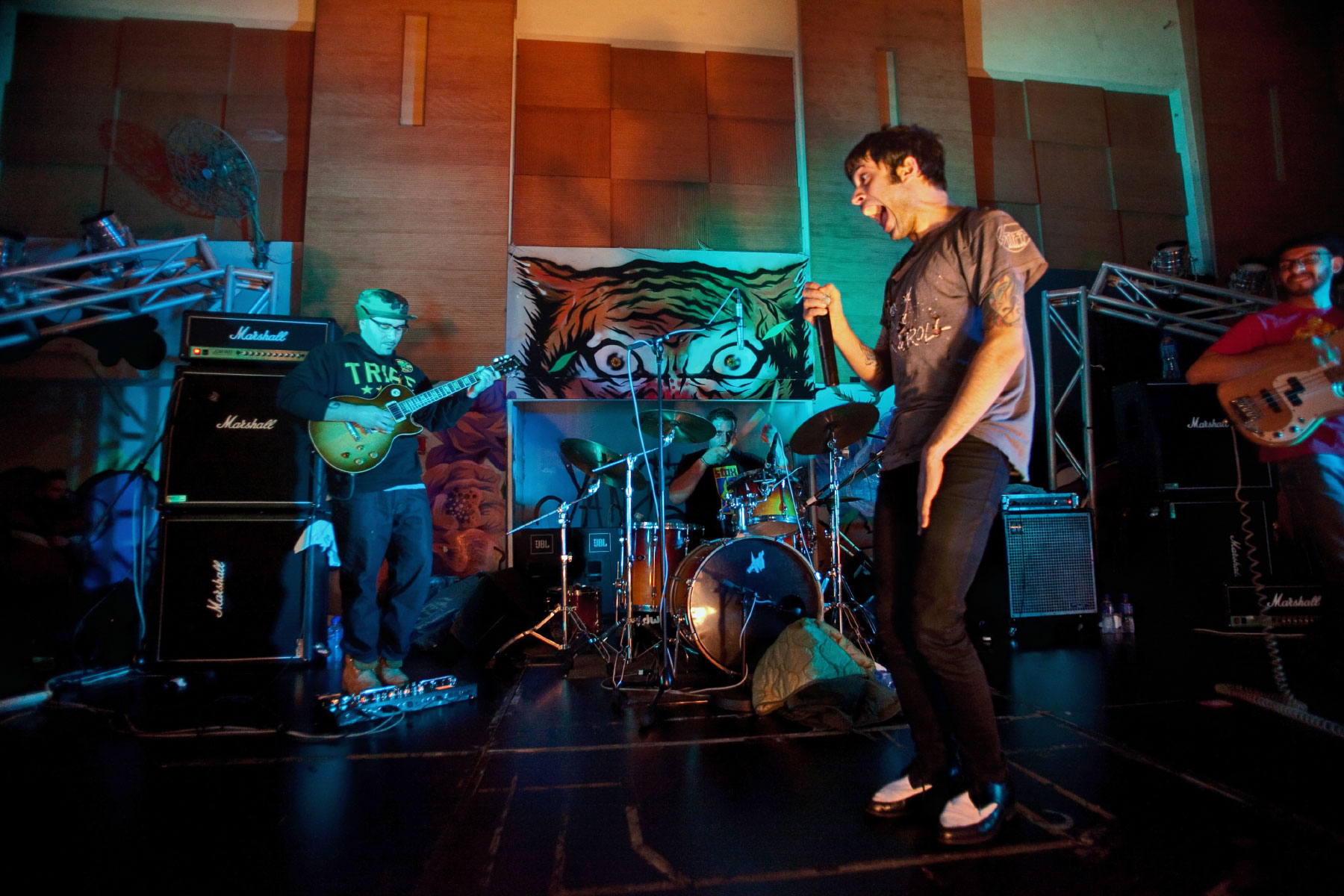

포스트 하드코어(post-hardcore)는 하드코어 펑크를 뿌리로 한 록 형태의 일종이다. 하드코어 밴드 중에서도 특히 실험적인 사운드를 연주하는 밴드를 가리키는 데 사용되는 장르로, 일반적으로 난해한 음악성이 특징이다. 포스트 하드코어는 공격적이고 실험적인 사운드를 가리킬 때 사용되는 말이다.